# Vlastislav Antolák
Vlastislav Antolák (27. dubna 1942 – 7. března 2023) byl český politik, na počátku 21. století poslanec Poslanecké sněmovny za KSČM.

## Biografie
Od roku 1964 byl členem KSČ. Pracoval jako učitel a ředitel školy na Vsetínsku.
Ve volbách v roce 2002 byl zvolen do poslanecké sněmovny za KSČM (volební obvod Zlínský kraj). Byl členem sněmovního ústavněprávního výboru a petičního výboru. V parlamentu setrval do voleb v roce 2006.
V senátních volbách roku 2000 kandidoval neúspěšně za senátní obvod č. 77 - Vsetín. Získal 11 % hlasů a nepostoupil do 2. kola. V krajských volbách roku 2000 a opětovně v krajských volbách roku 2004 a krajských volbách roku 2008 byl zvolen do Zastupitelstva Zlínského kraje za KSČM.
V komunálních volbách roku 1994, komunálních volbách roku 1998, komunálních volbách roku 2002, komunálních volbách roku 2006 a komunálních volbách roku 2010 byl zvolen do zastupitelstva města Vsetín za KSČM. Profesně se uvádí jako učitel, k roku 2006 jako důchodce. V roce 2004 se dočasně místa ve vsetínském zastupitelstvu vzdal kvůli kolizi s výkonem funkce poslance.
Ve volbách do Senátu PČR v roce 2014 kandidoval za KSČM v obvodu č. 78 – Zlín. Se ziskem 2,16 % hlasů skončil na 9. místě a nepostoupil tak ani do kola druhého.